# Kitodo
Kitodo ist ein Softwarepaket für Digitalisierungsprojekte in Bibliotheken, Archiven, Museen und Dokumentationszentren. Es wird vom gleichnamigen Verein gepflegt. Vor der Umbenennung im Mai 2016 waren Verein und Software unter dem Namen Goobi bekannt. Die Open-Source-Software wird insbesondere in wissenschaftlichen Bibliotheken in Deutschland eingesetzt. Mit Kitodo werden u. a. Handschriften, Drucke, Bücher, Zeitschriften und Zeitungen digitalisiert und präsentiert. Das Softwarepaket besteht aus den beiden Hauptkomponenten Kitodo.Production und Kitodo.Presentation. Diese eignen sich für unterschiedliche Digitalisierungsstrategien und skalierbare Geschäftsmodelle.

## Kitodo.Production
Kitodo.Production ist das Workflow-Management-System zur Verwaltung des Digitalisierungsablaufs. In der Anwendung werden die zu digitalisierenden Medien aufgenommen und durch ein Digitalisierungszentrum geführt. Als Ergebnis liefert der Software ein online verfügbares Objekt, das in der METS-codierte Beschreibung, dafür werden bevorzugt MODS-Daten benützt, und das sind die Digitalisate, die angezeigt werden. Technisch handelt es sich dabei um eine Java-Applikation, die typischerweise auf einem Linux-System mit Apache Tomcat und MySQL-Datenbank läuft. Das Benutzerinterface ist browserbasiert und damit betriebssystemunabhängig.

## Kitodo.Presentation
Kitodo.Presentation ermöglicht die öffentliche Präsentation der Digitalisate. Diese Software ist eine Erweiterung des freien Content-Management-Framework TYPO3 in PHP. Sie wird beispielsweise im DFG-Viewer, der Referenzimplementierung für den Digitalisierungsstandard der DFG-Praxisregeln Digitalisierung der Deutschen Forschungsgemeinschaft, verwendet.
Die Deutsche Forschungsgemeinschaft fördert auch die Weiterentwicklung von Kitodo.
Weitere Komponenten von Kitodo sind Kitodo.Publication (ein TYPO3-Modul, das einen Dokumentenserver bereitstellt), Kitodo.Contentserver sowie Kitodo.UGH.

## Anwender
Die folgenden Archive und Bibliotheken nutzen Kitodo für die Digitalisierung und teilweise auch für die Präsentation von digitalen Sammlungen:
- Schweizerisches Bundesarchiv Bern
- Universitätsbibliothek Braunschweig
- Sächsische Landesbibliothek – Staats- und Universitätsbibliothek Dresden[9][10]
- Kreisarchiv Esslingen
- Universitätsbibliothek Freiberg[11]
- Staats- und Universitätsbibliothek Hamburg[12][13]
- Bibliothek des Landeskirchenamtes der Evangelisch-lutherischen Landeskirche Hannovers
- Gottfried Wilhelm Leibniz Bibliothek Hannover
- Schleswig-Holsteinische Landesbibliothek
- Universitätsbibliothek Leipzig
- Universitätsbibliothek Mannheim[14]
- Hessisches Landesarchiv Marburg
- Württembergische Landesbibliothek Stuttgart[15]

Weitere Anwendungsmöglichkeiten bietet Software, die explizit Schnittstellen zu Kitodo anbietet,
beispielsweise die virtuelle Forschungsumgebung für die Geisteswissenschaften FuD der Universität Trier.

## Hintergrund
- 2004: Entwicklung der Göttingen online-objects binaries (Goobi) durch die Niedersächsische Staats- und Universitätsbibliothek Göttingen.
- Weiterentwicklung als Open-Source-Software durch mehrere Bibliotheken und Unternehmen, z. B. intranda GmbH, Zeutschel GmbH, Sächsische Landesbibliothek – Staats- und Universitätsbibliothek Dresden, Staats- und Universitätsbibliothek Hamburg und Staatsbibliothek zu Berlin.[17]
- 12/2010: Vereinbarung zum Goobi-Release-Management der Staatsbibliotheken Berlin, Dresden, Göttingen und Hamburg und der Zeutschel GmbH.
- 09/2012: Gründung des Goobi. Digitalisieren im Verein e. V. zur Koordination der Entwickler und Anwender sowie für den Rechts- und Investitionsschutz im Auftrag der Goobi-Community.[18]
- 01/2013: Eintragung ins Vereinsregister und Anerkennung der Gemeinnützigkeit.[19]
- 2013: Letzte synchronisierte Versionen der Goobi.Production Community Edition und der Goobi Intranda Edition. Seitdem entwickelt sich die Software in den beiden Forks auseinander.
- Am 13. Mai 2016 beschloss die Mitgliederversammlung, den Verein und ihren Fork der Software fortan Kitodo zu nennen.[20][21][22][23]